# Arondismentul Châteaudun
Arondismentul Châteaudun (în franceză Arrondissement de Châteaudun) este un arondisment din departamentul Eure-et-Loir, regiunea Centre-Val de Loire, Franța.

## Subdiviziuni

### Cantoane
- Cantonul Bonneval
- Cantonul Brou
- Cantonul Châteaudun
- Cantonul Cloyes-sur-le-Loir
- Cantonul Orgères-en-Beauce

### Comune
| 1. Alluyes (28005)                    | 2. Arrou (28012)                   | 3. Autheuil (28017)               | 4. Baigneaux (28019)              |
| 5. Bazoches-en-Dunois (28028)         | 6. Bazoches-les-Hautes (28029)     | 7. Boisgasson (28044)             | 8. Bonneval (28051)               |
| 9. Bouville (28057)                   | 10. Brou (28061)                   | 11. Bullainville (28065)          | 12. Bullou (28066)                |
| 13. La Chapelle-du-Noyer (28075)      | 14. Charray (28083)                | 15. Châteaudun (28088)            | 16. Châtillon-en-Dunois (28093)   |
| 17. Civry (28101)                     | 18. Cloyes-sur-le-Loir (28103)     | 19. Conie-Molitard (28106)        | 20. Cormainville (28108)          |
| 21. Courbehaye (28114)                | 22. Courtalain (28115)             | 23. Dambron (28121)               | 24. Dampierre-sous-Brou (28123)   |
| 25. Dancy (28126)                     | 26. Dangeau (28127)                | 27. Donnemain-Saint-Mamès (28132) | 28. Douy (28133)                  |
| 29. La Ferté-Villeneuil (28150)       | 30. Flacey (28153)                 | 31. Fontenay-sur-Conie (28157)    | 32. Le Gault-Saint-Denis (28176)  |
| 33. Gohory (28182)                    | 34. Guillonville (28190)           | 35. Jallans (28198)               | 36. Langey (28204)                |
| 37. Lanneray (28205)                  | 38. Logron (28211)                 | 39. Loigny-la-Bataille (28212)    | 40. Lumeau (28221)                |
| 41. Lutz-en-Dunois (28224)            | 42. Marboué (28233)                | 43. Meslay-le-Vidame (28246)      | 44. Moléans (28256)               |
| 45. Montboissier (28259)              | 46. Montharville (28260)           | 47. Montigny-le-Gannelon (28262)  | 48. Moriers (28270)               |
| 49. Mottereau (28272)                 | 50. Le Mée (28241)                 | 51. Mézières-au-Perche (28250)    | 52. Neuvy-en-Dunois (28277)       |
| 53. Nottonville (28283)               | 54. Orgères-en-Beauce (28287)      | 55. Ozoir-le-Breuil (28295)       | 56. Poupry (28303)                |
| 57. Pré-Saint-Martin (28306)          | 58. Pré-Saint-Évroult (28305)      | 59. Péronville (28296)            | 60. Romilly-sur-Aigre (28318)     |
| 61. Saint-Avit-les-Guespières (28326) | 62. Saint-Christophe (28329)       | 63. Saint-Cloud-en-Dunois (28330) | 64. Saint-Denis-les-Ponts (28334) |
| 65. Saint-Hilaire-sur-Yerre (28340)   | 66. Saint-Maur-sur-le-Loir (28353) | 67. Saint-Pellerin (28356)        | 68. Sancheville (28364)           |
| 69. Saumeray (28370)                  | 70. Terminiers (28382)             | 71. Thiville (28389)              | 72. Tillay-le-Péneux (28390)      |
| 73. Trizay-lès-Bonneval (28396)       | 74. Unverre (28398)                | 75. Varize (28400)                | 76. Vieuvicq (28409)              |
| 77. Villampuy (28410)                 | 78. Villiers-Saint-Orien (28418)   | 79. Vitray-en-Beauce (28419)      | 80. Yèvres (28424)                |